# Carlotta (genre)
Pour les articles homonymes, voir Carlotta.
Genre
Synonymes
- Ullia Roewer, 1943
- Pseudoneogonyleptoides Soares, 1944
- Quixaba Mello-Leitão, 1944
- Quixabella Mello-Leitão, 1949

Carlotta est un genre d'opilions laniatores de la famille des Gonyleptidae.

## Distribution
Les espèces de ce genre sont endémiques d'Espírito Santo au Brésil.

## Liste des espèces
Selon World Catalogue of Opiliones (31/08/2021) :
- Carlotta dubia (Soares, 1944)
- Carlotta serratipes Roewer, 1943

## Publication originale
- Roewer, 1943 : « Über Gonyleptiden. Weitere Weberknechte (Arachn., Opil.) XI. » Senckenbergiana, vol. 26, p. 12–68.